# Izbășești (okręg Ardżesz)
Izbășești – wieś w Rumunii, w okręgu Ardżesz, w gminie Stolnici. W 2011 roku liczyła 339 mieszkańców.